# Rio Tamanrasset

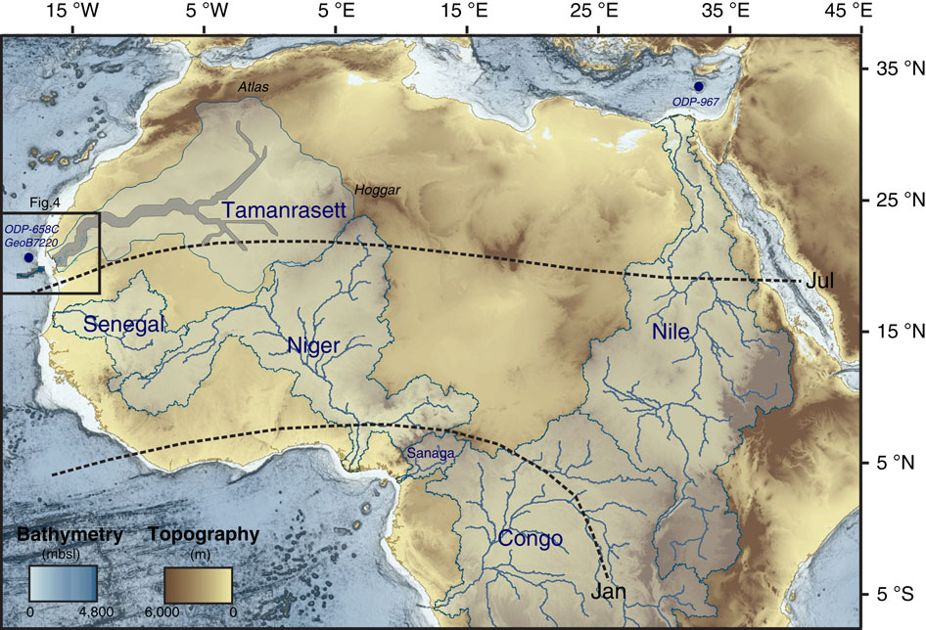
Imagem do antigo Rio Tamanrasett, juntamente com os atuais Nilo, Senegal, Níger, Sanaga e Congo.

O Rio Tamanrasset é um enorme paleorio que se acredita ter fluído pela África Ocidental por volta 5000 anos atrás. Pensa-se que a bacia do rio Tamanrasset foi tão grande quanto a atual bacia do rio Ganges-Brahmaputra na Ásia.
O Tamanrasett fluiu através do Saara nos tempos antigos a partir de fontes no sul das Montanhas Atlas e nas terras altas de Hoggar no que é hoje a Argélia.
O rio foi descoberto usando um sistema orbital de satélite japonês chamado Phased Array type L-band Synthetic Aperture Radar (PALSAR) . Usando sensor de micro-ondas, o Daichi pode ver abaixo as areias do Saara.
Pensa-se que a existência do rio tenha influenciado de maneira importante a migração humana da África Central para a Europa e Ásia.